# Émile Verbrugge
Émile Verbrugge (né à Bruges le 11 mars 1856 et mort à Weerde le 18 janvier 1936) est un peintre et un aquarelliste belge. Son champ pictural couvre les portraits, les paysages, et les scènes animalières, les natures mortes et les marines. 
Lauréat du Prix de Rome belge de peinture en 1883, sa facture artistique relève du réalisme.

## Biographie

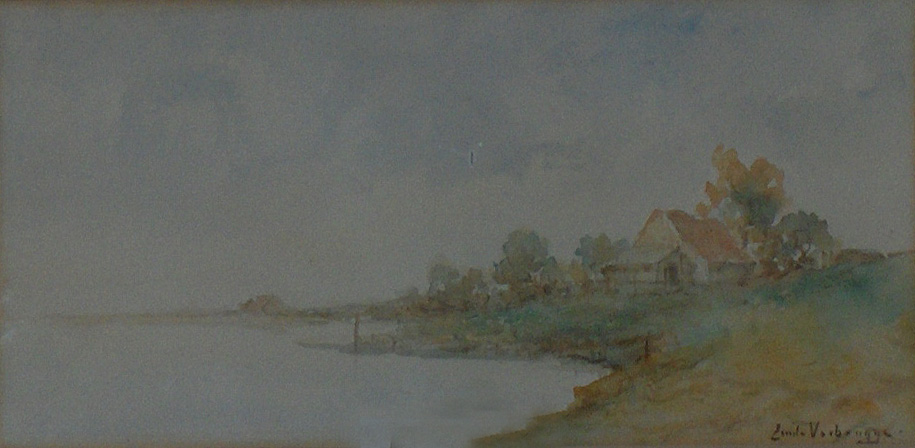
Ferme près de l'eau.

### Famille et formation
Émile Edmond Verbrugge, né à Bruges le 11 mars 1856, est le fils de Pieter Verbrugge, maître meunier, et de Mathilde Fockenié. Il commence ses études sous la direction d'Edouard Wallays et de Bruno Van Hollebeke à l'Académie des beaux-arts de Bruges, où il a comme condisciple Flori Van Acker et remporte de nombreux prix de dessin,. Ensuite, il fréquente d'abord l'Académie royale des beaux-arts de Bruxelles, où il reçoit l'enseignement de Jean-François Portaels, puis il s'inscrit à l'Académie royale des beaux-arts d'Anvers, où il a comme maître Charles Verlat.

### Style pictural
Après avoir reçu un deuxième prix en 1880, il remporte le prix de Rome belge en 1883 grâce à son tableau au thème imposé La Résurrection de Lazare,,. Selon la tradition de l'époque et grâce à la bourse liée au Prix de Rome, il voyage pendant trois ans en Italie (où il reste durant quinze mois), au Tyrol, en Afrique du Nord, à Malte et en Égypte, où il réalise le portrait du khédive Tawfiq Pacha et des toiles orientalistes,.
Ses peintures représentent principalement des scènes domestiques. Il est reconnu comme un grand peintre d’oiseaux et d’autres animaux. Ses sujets sont très variés. Outre les nombreuses peintures qu'il réalise lors de ses séjours à l'étranger, il peint de nombreux portraits, natures mortes, paysages, marines, etc… Il a également réalisé quelques paysages urbains de Bruges, ce qui le relie à l'école de Bruges. Le critique Guy Darthez affirme, en 1897, que Verbrugge est très connu à Bruxelles et à Paris et décrit son style pictural : « La peinture de Verbrugge est une peinture mâle ; fervent adorateur de la nature, il la conçoit dans toute sa splendeur, dans tout son coloris ; le respect de la réalité est pour lui sacré. Ce n'est point un fantaisiste, c'est un sincère […] À larges coups de brosse, il découpe magistralement les monuments sur l'éternelle grisaille, tant et si bien, qu'il perdemeure en sa toile comme un prodigieux caractère de grandeur, une atmosphère de souvenirs d'une merveilleuse puissance. Sa Bruges à lui, c'est la Bruges des Breydel, des de Coninc, la Bruges des batailles et des victoires. »

### Vie privée et mort
Verbrugge s'est marié deux fois, la première fois à Anderlecht, en 1901, avec Prudence Peere, la deuxième fois à un âge avancé avec Eleonora Pollers. Il était connu comme une personne quelque peu nerveuse qui menait une vie très retirée. Il meurt le 18 janvier 1936, âgé de 79 ans à Weerde (près de Zemst), où il vivait depuis plusieurs décennies.
Il est inhumé au cimetière de Vilvorde. Sur sa sépulture est gravée l'épitaphe : « Ici repose un Sage. Si vous êtes un artiste, vous n'avez d'autre choix que de verser votre art dans sa solitude et sa simplicité. Travail, bonté, droiture sagesse furent toute sa vie. Hélas : pourquoi dut-il souffrir l'injustice des hommes ? » On ignore quelle était cette injustice.

## Œuvres sélectionnées
- Les Aduatiques vendus à l'encan (1880), second prix de Rome belge, conservé au Nottingham City Museum ;
- La Résurrection de Lazare (1883), premier prix de Rome belge ;
- Ruelle animée en Italie ;
- Le marché à Venise ;
- Rue animée à Tunis ;
- Portrait d'un rabbin ;
- Portrait du khédive (1886) ;
- Jeune gitane ;
- Homme au turban ;
- Le marchand et son âne ;
- Autoportrait (Musée Groeninge) ;
- Paysan italien (Musée Groeninge) ;
- Fille arabe (Musée Groeninge) ;
- Bœufs au travail (Musée Groeninge) ;
- La couturière ;
- Trieuse de grains italienne ;
- Marine avec voiliers ;
- Vaches au pré ;
- Le Caire (1897) ;
- Vue de Bruges ;
- Nature morte ;
- Paysage d'hiver ;
- Le Moissonneur (Musée Gaspar[7]).

## Postérité

### Hommages
- Récipiendaire de l'ordre de l'étoile du khédive (1886)[1].
- À Weerde, une rue porte son nom dans le Kerselarenwijk : la Emile Verbruggestraat.

### Dans les collections muséales
Plusieurs de ses peintures sont conservées dans les collections, entre autres, du Musée Groeninge, du Gouvernement provincial de Namur et du Musée Gaspar à Arlon. Ses œuvres conservées au Musée Groeninge (Autoportrait, Paysan italien, Fille arabe, Bœufs au travail) ont été offertes en 1950 par sa veuve.